# Better Day
Better Day  är det 41:a studioalbumet av Dolly Parton. Det släpptes den 28 juni 2011 på hennes skivmärke Dolly Records.

## Låtlista
Alla låtar är skrivna och komponerade av Dolly Parton, förutom "Country Is As Country Does" som komponerades av Dolly Parton och Mac Davis. 
| Nr           | Titel                                                                             | Längd |
| ------------ | --------------------------------------------------------------------------------- | ----- |
| 1.           | In the Meantime                                                                   | 4:04  |
| 2.           | Just Leaving                                                                      | 3:00  |
| 3.           | Somebody's Missing You (Emmylou Harris och Alison Krauss som bakgrundssångerskor) | 3:43  |
| 4.           | Together You and I                                                                | 3:56  |
| 5.           | Country Is As Country Does                                                        | 3:20  |
| 6.           | Holding Everything (with Kent Wells)                                              | 3:36  |
| 7.           | The Sacrifice                                                                     | 3:26  |
| 8.           | I Just Might                                                                      | 3:57  |
| 9.           | Better Day                                                                        | 3:22  |
| 10.          | Shine Like the Sun                                                                | 3:12  |
| 11.          | Get Out and Stay Out                                                              | 3:05  |
| 12.          | Let Love Grow                                                                     | 3:41  |
| Total längd: | Total längd:                                                                      | 42:44 |

## Listplacering
| Lista (2011)   | Topplacering |
| -------------- | ------------ |
| Australien     | 11           |
| Storbritannien | 9            |

### Fotnoter
1. ↑  Dunham, Nancy (23 maj 2011). ”Dolly Parton Has 'Better Day' Planned for June”. The Boot. http://www.theboot.com/2011/05/23/dolly-parton-better-day-new-album-2011/. Läst 26 maj 2011.
2. ↑  Tucker, Ken (5 juli 2011). ”Dolly Parton: No 'Better Day' Than Today”. Fresh Air on NPR. http://www.npr.org/2011/07/05/137551560/dolly-parton-no-better-day-than-today. Läst 5 juli 2011.
3. ↑  ”Listplacering”. http://australian-charts.com/showitem.asp?interpret=Dolly+Parton&titel=Better+Day&cat=a. Läst 25 mars 2012.
4. ↑  ”Listplacering”. Arkiverad från originalet den 28 juli 2012. https://archive.is/20120728102041/http://www.chartstats.com/release.php?release=50552. Läst 25 mars 2012.